# آنا تشوي
آنا تشوي (بالإنجليزية: Anna Choy)‏ هي ممثلة أسترالية، ولدت في 11 أكتوبر 1978 في هونغ كونغ في الصين.

## وصلات خارجية
- آنا تشوي على موقع IMDb (الإنجليزية)